# Johann Wild
Johann Wild (Ferus) (1497 – 8 de setembro de 1554) foi um franciscano alemão pregador e comentarista das escrituras.

## Vida
Wild nasceu na Suábia. Ainda bem jovem ingressou na Ordem Franciscana. Ele foi educado em Colônia. Em um capítulo realizado no convento de Tübingen em 1528, ele foi nomeado professor de retórica e belas letras, escritura e pregador. Seus sermões nas igrejas de Mainz logo ganharam grande reputação por seu aprendizado e eloquência.
Posteriormente, em capítulo celebrado no Convento de Mainz em 1540, foi eleito definidor da província e nomeado para o árduo posto de Domprediger (pregador da catedral), que continuou a ocupar até à sua morte.
Em parte devido à sua pregação, Mainz permaneceu católico. Nem mesmo seus oponentes contestaram seu título de pregador mais erudito da Alemanha no século XVI. O historiador protestante, Henry Pantaleon, disse dele:
«Passou os dias e as noites no cumprimento das suas sagradas funções e no estudo, de modo que se tornou o mais culto teólogo. À profunda erudição e rica eloqüência ele uniu grande santidade de vida ”.
Quando as tropas de Alberto de Brandemburgo, incendiando e saqueando pelo caminho, entraram em Mainz em 1552, padres, religiosos e a maioria dos habitantes fugiram da cidade. Padre Wild permaneceu. Sua coragem foi muito admirada por Alberto, que o solicitou a abandonar o hábito religioso. "Por muitos anos", ele respondeu, "Eu o usei, nunca me fez mal, por que deveria abandoná-lo agora?" Ele foi ordenado a pregar na presença de Alberto e seus seguidores sobre o texto, "Dê a César as coisas que são de César", etc. No final de seu discurso, ele se dirigiu ao público sobre o texto, "Prestem contas de sua administração". O príncipe ficou tão impressionado com seu zelo apostólico e coragem que prometeu atender a qualquer pedido que fizesse. Ele pediu que a catedral e os edifícios franciscanos fossem poupados de toda profanação e injúria. Seu pedido foi atendido e, em reconhecimento a isso, uma estátua que representava Wild segurando a catedral em suas mãos foi colocado no tesouro.
Wild é mencionado como presente no capítulo realizado no Convento de Pforzheim em 15 de abril de 1554. Morreu em Mainz, no mesmo ano, e foi sepultado na frente do altar-mor da Igreja Franciscana de Mainz.

## Trabalho
Suas principais obras são comentários sobre o Pentateuco, Josué, Juízes, Jó, Eclesiastes, Salmos 31 e 60, Ester, Esdras, Neemias, Lamentações de Jeremias, Jonas, São Mateus, São João, Atos dos Apóstolos, Romanos, I João; seis vols. de sermões; exame dos candidatos às Ordens Sagradas. Também sermões, orações e obras ascéticas. Seu método para explicar a Sagrada Escritura era opor às citações dos luteranos um comentário erudito elaborado pelos Padres da Igreja.
Quase todas as suas obras foram publicadas após sua morte e não foram compostas com o objetivo de publicação. Com exceção dos Comentários sobre Mateus, João e I João, suas outras obras foram colocadas no Índice com a cláusula donec corrigantur. Domingo de Soto, O.P., extraiu do Comentário de São João setenta e sete passagens que ele considerou suscetíveis a falsas interpretações. Ele foi respondido por Michael Medina, O.S.F., que havia sido teólogo com Dominhos no Concílio de Trento. Sixtus Senensis, Nicholas Serarius, Luke Wadding e muitos outros afirmam que as obras de Wild foram deliberadamente alteradas pelos luteranos para enganar os católicos. Na edição romana do Comentário sobre São João, as passagens criticadas foram deixadas de fora.